# Elio Filippo Accrocca
Elio Filippo Accrocca (geboren am 17. April 1923 in Cori; gestorben am 11. März 1996 in Rom) war ein italienischer Dichter und Übersetzer. Er gilt als einer der bedeutendsten italienischen Lyriker der Jahre nach 1945.

## Leben
Accrocca studierte Literatur an der Universität La Sapienza in Rom, wo er Schüler des Dichters Giuseppe Ungaretti war. 1947 schloss er dort mit einer Arbeit über die Dichtung der Resistenza ab. Accrocca wurde in den Jahren nach dem Krieg zum Mittelpunkt eines Kreises junger Schriftsteller und Maler, zu dem vor allem ehemalige Schüler Ungarettis gehörten. Der Kreis wurde Gruppo di Portonaccio genannt und Portonaccio war auch der Titel von Accroccas erstem Gedichtband von 1949, zu dem Ungaretti ein Geleitwort schrieb.
Accroccas Themen waren von Anfang an eine dem italienischen Neorealismus nahestehende Sicht auf die menschliche Existenz, eine Darstellung der Härten des Lebens im Krieg, in der Kaserne und in den armen Vorstädten. Formal ging er durchaus neue Wege und nutzte Techniken wie die Textcollage, wobei er politische Slogans und Zeitungstexte in seine Gedichte einbrachte. Neben den Härten der Existenz war ein beständig präsentes Thema in seiner Lyrik die Stadt Rom, in der er sein gesamtes Leben verbrachte. Eingang in seine Gedichte fanden auch die schweren Momente seiner Biographie: der Verlust der Mutter, als er 8 Jahre alt war, die Zerstörung des Hauses der Familie bei der Bombardierung des Stadtviertels San Lorenzo 1943, dann der Tod des einzigen Sohnes Stefano, der mit nur 18 Jahren 1973 bei einem Motorradunfall starb und dessen Gedächtnis er den Band Il superfluo (1980) widmete, und schließlich der Tod seiner Frau, die er durch Krankheit verlor.
Seit 1977 lehrte er Kunstgeschichte an der Accademia di Belle Arti in Foggia, deren Direktor er auch wurde. Darüber hinaus arbeitete er vielfach als Autor literarisch-künstlerischer Zeitschriften, darunter La Fiera Letteraria,  Critica d'oggi, Poesia e Arte und Contrappunti.
Zusammen mit Cesare Vivaldi gab er die Quaderni del Canzoniere und Piazza Navona, mit Raffaello Brignetti und Franco Fano die Quaderni di Piazza Navona heraus und er lieferte als Kolumnist Beiträge für zahlreiche Zeitungen, darunter Il Paese, Il Lavoro, Momento Sera, La Gazzetta del Mezzogiorno, Avanti!, Il Gazzettino, und trat auch im Fernsehen auf.

## Werke
- Portonaccio. Geleitwort von Giuseppe Ungaretti. All'insegna del pesce d'oro, Mailand 1949.
- Caserma 1950. Quaderni del Canzoniere, Rom 1951.
- Reliquia umana. All'insegna del pesce d'oro, Mailand 1955.
- Ritorno a Portonaccio. Mondadori, Mailand 1959.
- Innestogrammi-Corrispondenze. Rebellato, Padova 1966.
- Del Guardare in faccia. De Luca, Rom 1969.
- Europa inquieta. "I Tormargana", Rom 1972.
- Paradigma. Gedichte mit französischer Übersetzung von Arthur Praillet. Origine, Luxemburg 1972.
- Roma così. Vorwort von Mario Petrucciani. Text von Salvatore Quasimodo. De Luca, Rom 1973.
- Due parole dall'al di qua. Vorwort von Mario Petrucciani. Lacaita, Manduria 1973.
- Siamo non siamo. Vorwort von Giorgio Petrocchi. Rusconi, Varese 1974.
- Versi mignotti. Il Blocchetto, Rom 1975.
- Bicchiere di carta. Quaderni di Piazza Navona, Rom 1977.
- Il discorrere delle cose. Mit 10 Grafiken von Ida Gerosa, Rom 1978.
- Il superfluo. Vorwort von Sergio Antonielli. Mondadori, Mailand 1980.
- Scultogrammi. Mit fünf Radierungen von Alba Gonzales. Rom 1981.
- I binari di Apollinaire. Quaderni di Piazza Navona, Rom 1982.
- Pesominimo. Piovan Editore, Abano Terme, 1983.
- Treangoli. Mit zwei Radierungen von Walter Piacesi. Ediz. Ca' Spinello, Urbino 1983.
- Videogrammi della prolunga. Lucarini, Rom 1984.
- Bagage. Quaderni di Carte d'Europa, Il Ventaglio, Rom 1984.
- Esercizi radicali. Bastogi, Foggia 1984.
- Transeuropa. Einleitung von Cosma Siani. Niederländische Übersetzung von N. Morina-Oostveen. Euroeditor, Luxemburg 1984.
- Segni / Stagioni. Trifalco, Rom 1985.
- Copia difforme. Einleitung von Dino Carlesi. Giardini, Pisa 1986.
- Contromano. Editrice Nuova Fortezza, Livorno 1987.
- Forse arrivi forse partenze. Einleitung von Antonio Errico. Ediz. Il Laboratorio, Parabita 1988.
- Poesie. La distanza degli anni (1942–1987). Gedichtsammlung. Newton Compton, Rom 1988.
- Un fagotto di carta. Tacchi Editore, Pisa 1991.
- Lo sdraiato di pietra. Gedichtsammlung, Newton Compton, Rom 1991.
- Linea di condotta, (poesie 1942–1990). Einleitung von Riccardo Scrivano. Herausgegeben von Angelo Bellettato. Edizioni dei Dioscuri, Sora 1991.
- Epi-anagrammi. Newton Compton, Rom 1993.
- Nella zona inquieta. Herausgegeben von Pasquale Cominale. Ed. Centro Studi e Relazioni Culturali ERRE 80 di Caserta, Caserta 1994.
- Un fagotto di carta & un po’ d’inchiostro e altre poesie. Herausgegeben von Carmine Mario Mulière. EA Edizioni d’Arte, Rom 1999.

Übersetzungen
- Mihai Beniuc: La vita dalla vita. Mit Dragos Vranceanu. Edizioni Rapporti Europei, Rom 1962.
- Eugen Jebeleanu: Il sorriso di Hiroshima e altre poesie. Mit Dragos Vranceanu. Guanda, Parma 1970.
- Damjan Damjanow: Prima che venga l'autunno. Bulzoni, Rom 1985.
- Lijubomir Lelvcev: La ronda notturna. Bulzoni, Rom 1986